# Breitflügeliger Fleckleibbär

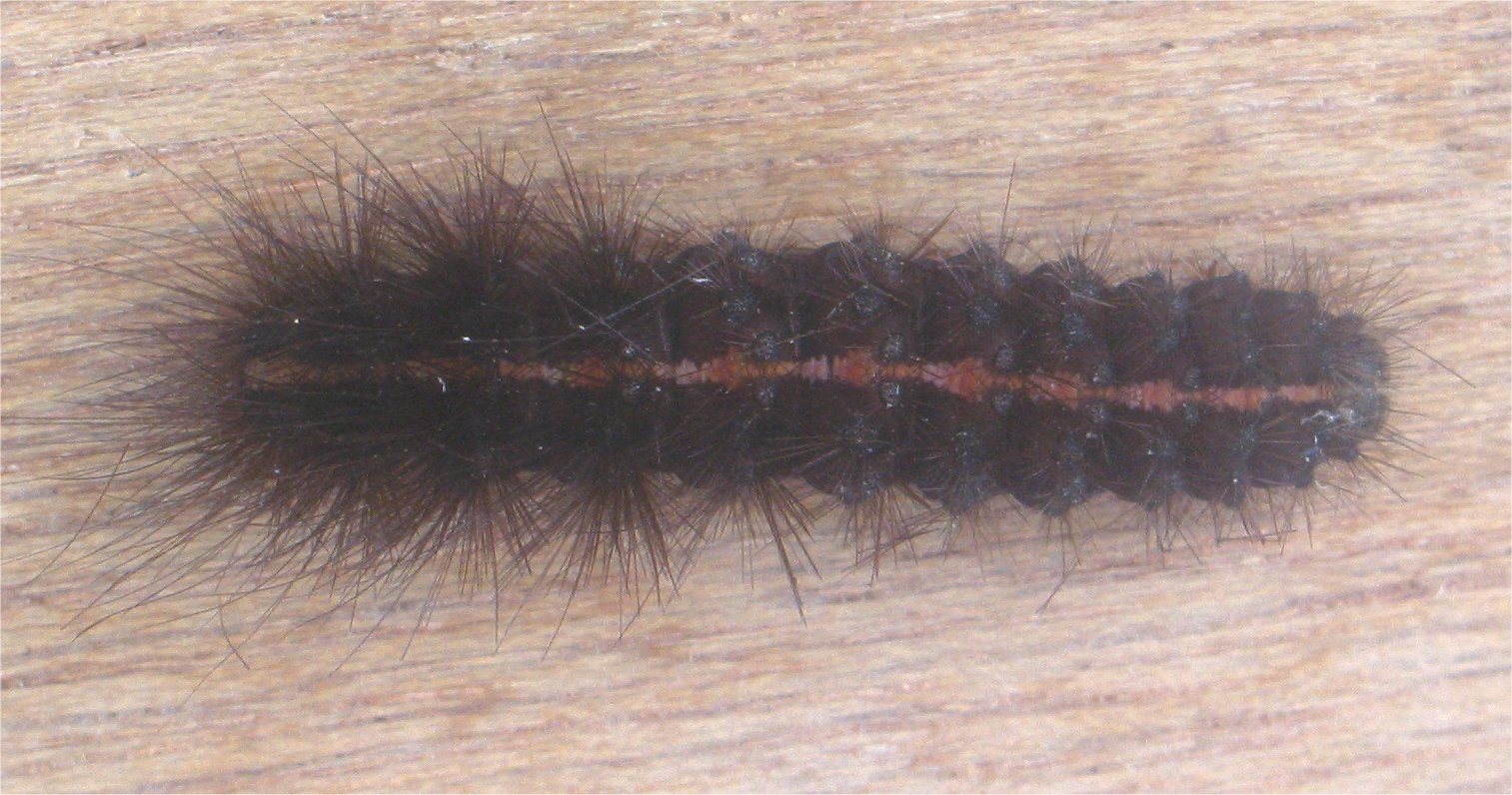
Raupe

Der Breitflügelige Fleckleibbär oder die Weiße Tigermotte (Spilosoma lubricipeda) ist ein Schmetterling (Nachtfalter) aus der Unterfamilie der Bärenspinner (Arctiinae). Ältere wissenschaftliche Namen sind Spilarctica lubricipeda und Spilosoma menthastri.

## Beschreibung
Die Flügelspannweite beträgt etwa 30 bis 42 Millimeter. Man erkennt diesen weißen Schmetterling an den unregelmäßig verteilten Punkten auf der oberen Seite der Vorderflügel. Anhand dieser Merkmale kann man ihn aber nicht vom Schmalflügeligen Fleckleibbär unterscheiden. Ein relativ großer Teil der Tiere stimmt mit dem augenscheinlichsten Merkmal der jeweiligen Art überein 1:
- Spilosoma urticae – reinweiß, keine oder sehr wenige schwarze Punkte
- Spilosoma lubricipeda – Flügel mit vielen schwarzen Punkten

Es tritt allerdings ein nicht unerheblicher Anteil von nur wenig gezeichneten oder gänzlich zeichnungslosen weißen Tieren in der Natur in Erscheinung. Auch bei Spilosoma urticae können mehr oder weniger punktierte Exemplare auftreten.
Der Kopf weist deutliche Kammfühler auf, die bei den Männchen ein sicher zu unterscheidendes habituelles Merkmal darstellen. bei Spilosoma lubricipeda sind die Fühlerkammzähne deutlich länger als bei Spilosoma urticae. Die enge Verwandtschaft beider Arten wird auch in der Genitalmorphologie deutlich 1.
Die Körperoberseite trägt eine gelbe Warnfarbe, die zu beiden Seiten mit einer Reihe von schwarzen Flecken versehen ist. Bei Gefahr stellt sich die Art tot und zeigt dem Feind ihr abschreckend gelb und schwarz gefärbtes Hinterteil.

### Raupen
Die Raupen werden ca. 40 Millimeter lang. Sie sind graubraun gefärbt und haben einen gelblich weißen oder rötlichen Rückenstreifen. Sie haben eine sehr starke, dunkelbraune Behaarung.

### Ähnliche Arten
- Graubär (Diaphora mendica) (Clerck, 1759)
- Amerikanischer Webebär (Hyphantria cunea) (Drury, 1773)
- Gelber Fleckleibbär (Spilosoma lutea) (Hufnagel, 1766)
- Schmalflügeliger Fleckleibbär (Spilosoma urticae) (Esper, 1789)

## Lebensraum
Man findet den Breitflügeligen Fleckleibbären in ganz Europa bis zum 62. Breitengrad, also bis Südskandinavien und Südfinnland, besonders häufig an feuchten Stellen an Waldrändern, Blößen, in alten Kiesgruben, an Feldrainen und an Ruderalflächen. Im Gebirge bis zu einer Höhe von 1.800 m. Es kommt nie zu Massenentwicklungen wie z. B. bei der Nonne.

## Lebensweise
Die Tiere sind giftig und werden von Vögeln ausgespuckt und nach solch einer Erfahrung nicht mehr angegriffen. Ähnliche Bärenspinnerarten, die nicht giftig sind, profitieren von dieser Ähnlichkeit (Mimikry).

### Flug- und Raupenzeiten
Die Flugzeit beginnt Mitte Mai und endet im Juli. In günstigen Jahren gibt es zwei unvollständige Generationen. Die Falter sind nachtaktiv, vor allem kurz vor Sonnenaufgang, wobei sie im Gegensatz zu der Mehrzahl der Nachtfalter stehen. Die Raupen findet man von Juli bis September.

### Nahrung der Raupen
Die Raupen ernähren sich von vielen verschiedenen Pflanzen, wie z. B. von Gewöhnlichem Löwenzahn (Taraxacum officinale), Große Brennnessel (Urtica dioica), Besenginster (Sarothamnus scoparius), Luzerne (Medicago sativa), Natternkopf (Echium vulgare), Wegerich (Plantago spec.), Wiesen-Sauerampfer (Rumex acetosa), Brombeeren (Rubus fruticosus), Himbeere (Rubus idaeus) und Holunder (Sambucus spec.).

## Entwicklung
Die Weibchen legen ihre Eier in großen Gruppen nebeneinander auf der Blattunterseite der Futterpflanzen ab. Die daraus schlüpfenden Raupen bewegen sich sehr schnell. Die Verpuppung findet in einem festen Gespinst, das auch mit Raupenhaaren gebaut wird, statt. Darin überwintern die Tiere.